# アルビール県

アルビール県

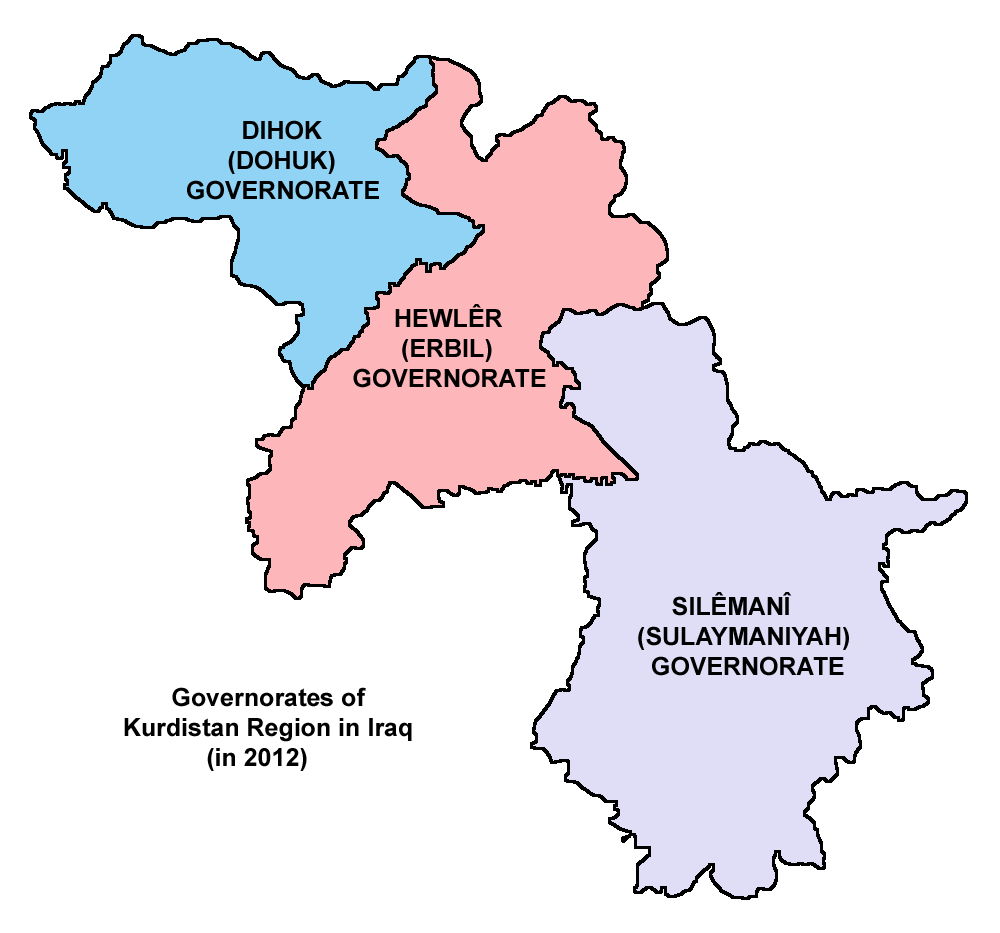

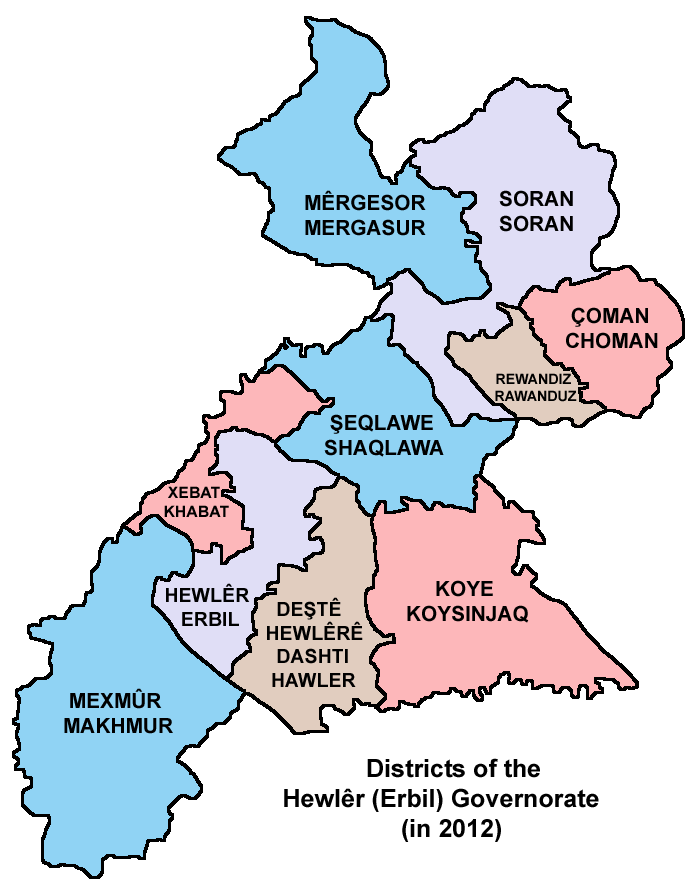

アルビール県（アルビールけん、アラビア語: محافظة أربيل Muḥāfaẓat Arbīl、クルド語: Parêzgeha Hewlêrê / پارێزگای ھەولێر）はイラクの県。県都はアルビール。面積14,428平方キロメートル、推計人口は約293万人（2020年）。

## 地理
北にトルコ、東にイランとの国境を持つ。
隣接する県は、東南にスレイマニヤ県、南にキルクーク県、西にニーナワー県、西北にドホーク県の5つ。

## 歴史
750年1月、アッバース朝軍がザーブ河畔の戦いでウマイヤ朝軍を倒し、アッバース朝が創始された。
1970年に成立したクルド人自治区を構成する3県のひとつであり、1991年の湾岸戦争以来、実質的にバグダードの支配から離れた。2004年9月から2,800人規模の韓国軍ザイトゥーン部隊が展開し、平和維持と再建に協力している。

## 住民
住民の大部分はクルド人で、少数のアラブ人とトルクメン人が混じる。